# فيونا سامبسون
فيونا سامبسون (بالإنجليزية: Fiona Sampson)‏ هي كاتِبة وشاعرة بريطانية، ولدت في 7 أكتوبر 1963.